# Интернет магазин
Интернет (онлайн, електронен, виртуален) магазин е магазин, изграден с набор от компютърни програми (софтуер), регистриран и достъпен на собствен уникален адрес в интернет, чрез който търговците предлагат на потенциални потребители стоки и услуги от разстояние, извършват възмездно електронна търговия с тях, доставят избраните стоки и изпълняват избраните услуги, като в замяна получават заплащане по законно утвърдени начини. Определението е съставено въз основа на различните разбирания и елементи, включени в тях според българските закони: ЗДДС , ЗЕТ ЗМДТ ЗДДФЛ. Интернет магазин е термин и съставна част от системата за електронна търговия на онлайн продажби на дребно."
С все по-мащабното навлизане на интернета в света на хората неизменно се появяват нови неща, които улесняват живота на обикновените потребители. Сред тях е и пазаруването в интернет, което спестява много време на обикаляне и търсене по магазините, спестява пари, а закупените стоки са доставяни до вратата на получателя.

## История на интернет пазаруването
През 1990 година Тим Бърнърс-Лий създава първия уеб сървър и браузър. През 1991 година интернетът вече е свободно достъпен и за обикновения потребител. През 1994 година се появяват средства за онлайн разплащане и банкиране, а Netscape представят SSL криптиране на данни за осъществяване на сигурна интернет връзка. През същата година от Pizza Hut предлагат нов начин за купуване на пица – онлайн, а от немската компания Intershop представят първата система за онлайн пазаруване. През 1995 година е създаден Amazon, а през 1996 г. се появява eBay.

## Какво представляват интернет магазините?
Интернет магазините са уеб сайтове, от които потребителят може да закупи определена стока. В магазинът се предоставят различни видове електронни начини на плащане, а закупената стока се изпраща на потребителят чрез куриерски фирми или по пощата. Интернет магазинът може да не държи на склад продуктите, които предлага, а да ги набавя от доставчиците, с които работи, едва след като получи съответна поръчка от клиент.

## Видове интернет магазини
Съществуват много различни видове интернет магазини. Едни от най-разпространите са специализираните. В тях даден търговец предлага определена стока (стоки) от дадена област. Производител на парфюми предлага в своята страница стоката, произвеждана от него или търговец на парфюми предлага своя асортимент.
Интернет книжарница е виртуална книжарница, вид интернет магазин, който предлага книги и други книжарски стоки на различни издателства, производители и вносители.
Интернет хипермаркетите предлагат десетки хиляди видове стоки, като потребителят може да намери техника, козметика, играчки, приспособления за градината, асортименти за колата и други продукти..
Разновидност на интернет магазините са интернет моловете. В тези интернет магазини всеки търговец, който се регистрира в системата, може да предложи на пазара своя собствена стока. Така потребителят осъществява връзка директно с търговците или производителите и може да купува от първоизточника, а от своя страна, производителите и търговците спестяват много от изработката и поддръжката на свои собствени интернет магазини.
Разпространен вид на онлайн магазините са аукционните сайтове. В тях всеки може да купува и продава каквото си пожелае, независимо дали е ново или употребявано. Характерна черта при този тип онлайн магазини е, че освен да се закупи дадена стока веднага, може да се наддава за нея, като печели този, дал най-много.
В онлайн магазините за поръчка на храна може да се намери най-близкия ресторант до адреса на посетителя и да се поръчва директно храна за вкъщи, разглеждайки менютата онлайн. Подобен тип магазини навлизат все повече и повече из интернет пространството. В България вече има и онлайн супермаркети за хранителни стоки и стоки за бита, които осигуряват доставка на продуктите до дома на клиентите за изключително кратко време. Това е голямо удобство в двадесет и първи век, когато хората са толкова заети и стресирани.

## Безопасност на пазаруването от интернет
Безопасността е свързана със защитата на потребителските данни при пазаруване. Повечето онлайн магазини разполагат със защитени връзки при пазаруването, които предпазват данните на потребителят и те не могат да бъдат откраднати. Този вид връзки се осъществяват с помощта на SSL сертификати, благодарение на които по време на пазаруването, между потребителя и интернет магазина се съставя криптирана връзка.
Това не може да гарантира 100% сигурност. Затова всеки един потребител следва да следи за тези неща, за да бъде сигурен, че няма да бъде подведен и измамен. Основните неща, които гарантират сигурността на онлайн магазините са:
- Предоставянето на изискваната според законодателството информация – дружеството, което стои зад него, адрес на управление, фирмени реквизити, декларация за работа и защита на личните данни[11]
- Данни за контакт – email, Skype, предоставен телефон за обратна връзка.
- Криптирана връзка при приключване на поръчката – SSL – наличието на SSL сертификат практически става задължително, тъй като самите браузери като Google Chrome, Mozilla Firefox и т.н. изискват сайтът да има сертификат, за да го считат за сигурен. Когато даден онлайн магазин (и сайт) няма сертификат за сигурност, браузерът изписва съобщение (под различна форма), че този сайт не е сигурен
- GDPR съвместимост за посетители от ЕС – всеки сайт, който събира под някаква форма лични данни и има посетители от ЕС е длъжен да е съвместим с новата регулация GDPR. Накратко целта на регулацията е потребителят да има право да бъде „забравен“, т.е. личните му данни да бъдат изтрити при негово желание.

## Начини за разплащане
Има много начини за разплащане, които можете да ползвате при пазаруването онлайн като по този начин може да изберете най-удобният за вас. Най-известните и употребявани в България са:
- Плащане с наложен платеж – плащате когато стоката пристигне при вас.
- Плащане с чек.
- Плащане с банков превод.
- Плащане с пощенски запис.
- Плащане с кредитна или дебитна карта.
- Плащане посредством онлайн разплащателен сайт. Такива са PayPal, Alertpay, Moneybookers и др. Български онлайн разплащателен сайт е Epay.bg
- Плащане с криптовалута. Такава виртуална валута е Биткойн.

Не се гарантира, че всеки онлайн магазин ги използва и предлага. В някои сайтове може да се плаща само с един или няколко от възможните начини.

## Предимства при пазаруването онлайн
Пазаруването от интернет улеснява намирането на стоки и услуги и сравняването им с предлаганите в другите магазини без да се налага физическо присъствие в магазина. Закупената стока се доставя до указано от клиента място, което спестява транспортни разходи. Обикновено в онлайн магазините стоките са по-евтини от тези, които се предлагат в обичайните магазините, защото в интернет не се правят голяма част от обичайните разходи за наем, персонал и други съпътстващи обичайната дейност.

## Платформи за изграждане на интернет магазини
Платформа за изграждане на онлайн магазини е автоматизирана система, която изгражда пълноценен независим онлайн магазин.
По отношение на хостинга съществуват два вида платформи:
- SaaS (Software as a service) – софтуер като услуга. В този случай платформата предоставя свой собствен хостинг.
- Self Hosted – В този случай, за да използва софтуера трябва да закупи хостинг и да се инсталира платформата.

Качествените платформи дават възможност потребителя да избере и закупи собствен домейн който да бъде насочен към магазина, а така също и използване на електронна поща върху домейна на потребителя.